# مهدی رحمانیان
مهدی رحمانیان (زاده ۵ تیر ماه ۱۳۴۶ در سپیدان) روزنامه‌نگار و سیاستمدار اصلاح طلب ایرانی است. وی صاحب امتیاز و مدیر مسئول روزنامه شرق است و با هدایت آن روزنامه در طول بیش از دو دهه توانسته است روشی جدید و عملگرا مبتنی بر منطق اصلاح طلبی اعتدالی و اقتصاد رسانهٔ مستقل فرهنگی-اجتماعی ارائه نماید که نتیجهٔ آن بقای روزنامهٔ شرق علی‌رغم بحران‌های سیاسی و اقتصادی این دو دهه است.
رحمانیان از سال ۱۳۹۳ عضو هیئت امنای سازمان جهانی تبلیغات IAA در جمهوری اسلامی ایران است.
وی که در وزارت کشور دوران اصلاحات عهده‌دار مسئولیت‌های مختلفی بود، با وجود نقش تأثیرگذارش در انتخابات ۱۳۹۲، ترجیح داد به کار خود در بخش خصوصی ادامه دهد.